# هوبير غالانت
هوبير غالانت هو مصارع محترف كندي، ولد في 12 نوفمبر 1955 في Shediac ‏ في كندا.

## روابط خارجية
- هوبير غالانت على موقع CageMatch worker (الإنجليزية)